# Фламин
Фламин в Древен Рим се нарича върховният жрец на държавните божества. Колегията на фламиниите имала 15 члена. С най-висок ранг са били жрецът на Юпитер (flamen Dialis), на Марс (flamen Martialis) и на Квирин (flamen Quirinalis). Те са отговаряли за ежедневните жертвоприношения. Върховният жрец на Юпитер е обличал специална тога. Имал е право на курулно кресло и един ликтор. Освен това е бил член на Римския Сенат.